# 果物籠 (カラヴァッジョ)

『果物籠』（くだものかご、伊: Canestra di frutta、英: Basket of Fruit）は、17世紀イタリア・バロック期の巨匠ミケランジェロ・メリージ・ダ・カラヴァッジョが1597-1600年ごろ、キャンバス上に油彩で制作した静物画である。西洋絵画史上、最初の独立した静物画の1つと見なされている。17世紀の初めにミラノ大司教であったフェデリコ・ボッロメーオ枢機卿がアンブロジアーナ図書館 (美術館も併設されている) に寄贈して以来、同美術館に所蔵されている。

## 歴史

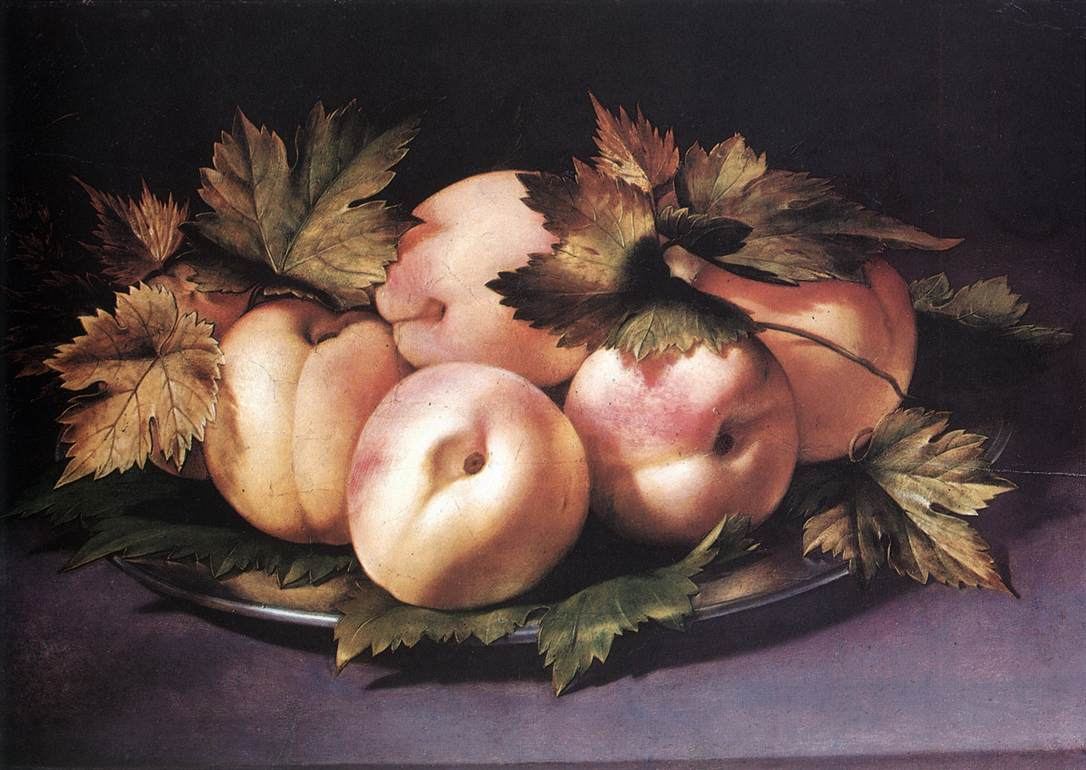
ジョヴァンニ・アンブロージョ・フィジーノ『桃とブドウの葉』 (1591-1594年)、個人蔵

カラヴァッジョのミラノでの修業時代に活躍していたジョヴァンニ・アンブロージョ・フィジーノはカラヴァッジョの『果物籠』より少し前の1591-1594年に『桃とブドウの葉』 (個人蔵) という静物画を描いており、この作品がカラヴァッジョに影響を与えたことは間違いない。
カラヴァッジョは『果物籠』以前にも静物画を描いていたと思われ、ガラスの器に入った花の静物画を描いたことも知られている。しかし、それらは現存しないため本作が彼の唯一の静物画となっている。美術史家のシャルル・ステルランは、カラヴァッジョを「独立した静物画を描いた近代絵画の最初の巨匠」であると評している。カラヴァッジョは本作以降、独立した静物画に関心を持たなくなるが、静物画というジャンルの確立に彼が果たした役割は大きい。実際、カラヴァッジョ以降、ヨーロッパでは静物画が非常に人気のあるジャンルになるのである。
上述のように、本作はボッロメーオ枢機卿のコレクションにあったもので、来歴の確かなカラヴァッジョ作品の1つであるが、ボッロメーオがどのように作品を取得したのかは不明である。しかし、彼はローマではフランチェスコ・マリア・デル・モンテ枢機卿のそばに居住していたので、本作はデル・モンテからの贈り物であった可能性が高い。デル・モンテはカラヴァッジョの作品をトスカーナ大公ら要人への贈り物として役立てていたのである。
ボッロメーオはフランドルのヤン・ブリューゲル (父) を庇護して、その花の絵画を賞賛し、フランドルの風景画を収集するなど新たな絵画のジャンルに深い理解を示した人物であった。そのため、彼はカラヴァッジョの静物画を喜んだのであろう。また、この時代は植物図鑑用に科学的な植物画が描かれた時代であり、デル・モンテもトスカーナ大公から贈られたヤコポ・リゴッツィの植物画を所有していた。

## 作品
1951年にX線調査がなされた時、この静物画は花綱を持つプットを描いたキャンバスの上に描かれたことがわかった。その絵画は、「グロテスク装飾の画家」といわれたプロスぺロ・オルシの手になるものであると推測できる。ちなみに、カラヴァッジョの『リュート奏者』 (エルミタージュ美術館、サンクトペテルブルク) の複製 (ウィルデンシュタイン・コレクション、ニューヨーク) にもやはり使い古しのキャンバスが再利用されている。また、本作の背景は珍しく、羊皮紙を思わせる淡い黄色で塗りつぶされている。この黄色い地は後に別の画家によって塗られたという見方もあるが、この地があってこそ真横から見た果物籠と葉が浮かび上がり、この静物画は生気を与えられているとも考えられる。

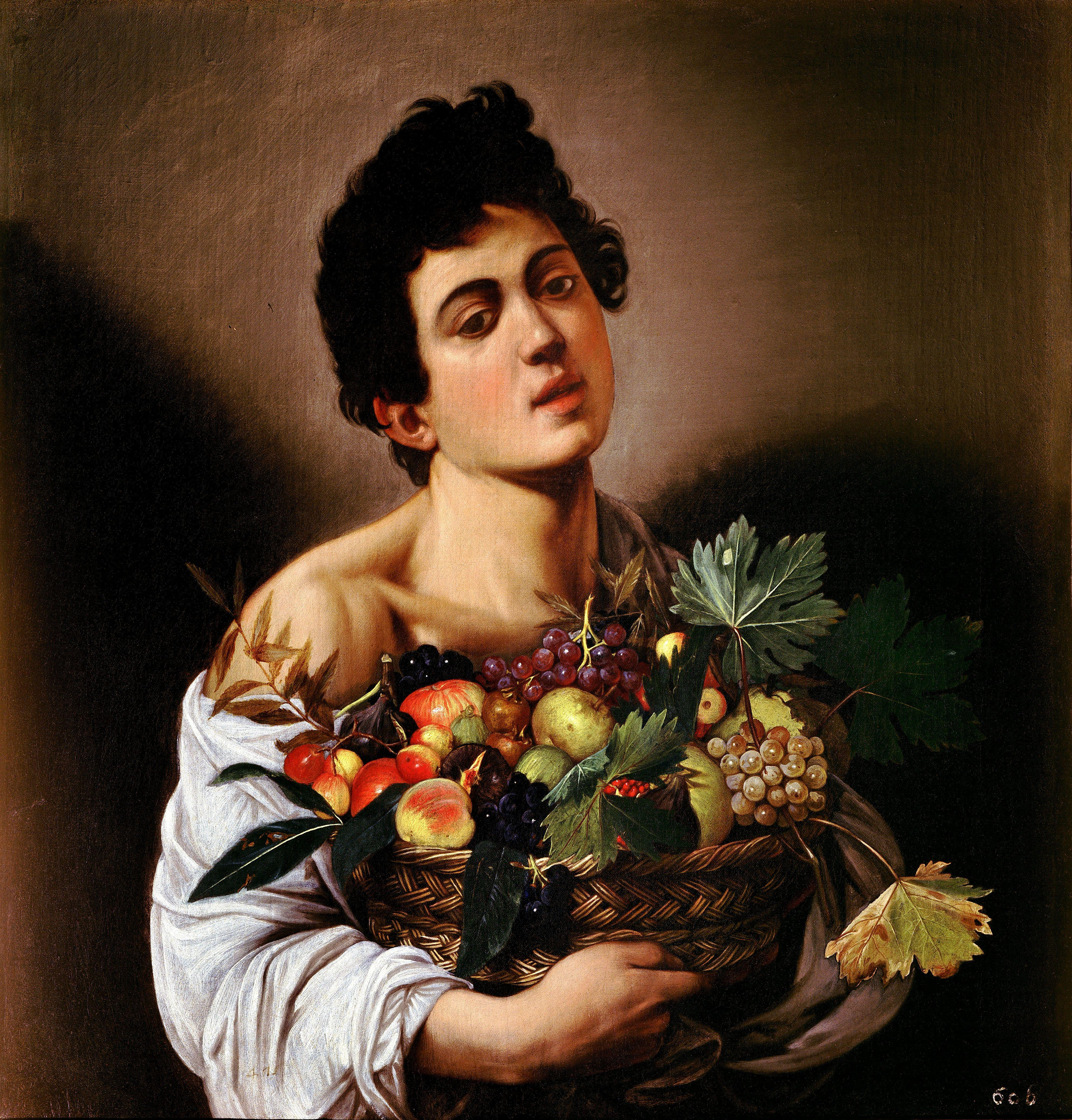
『果物籠を持つ少年』(1593-1594年)、ボルゲーゼ美術館、ローマ

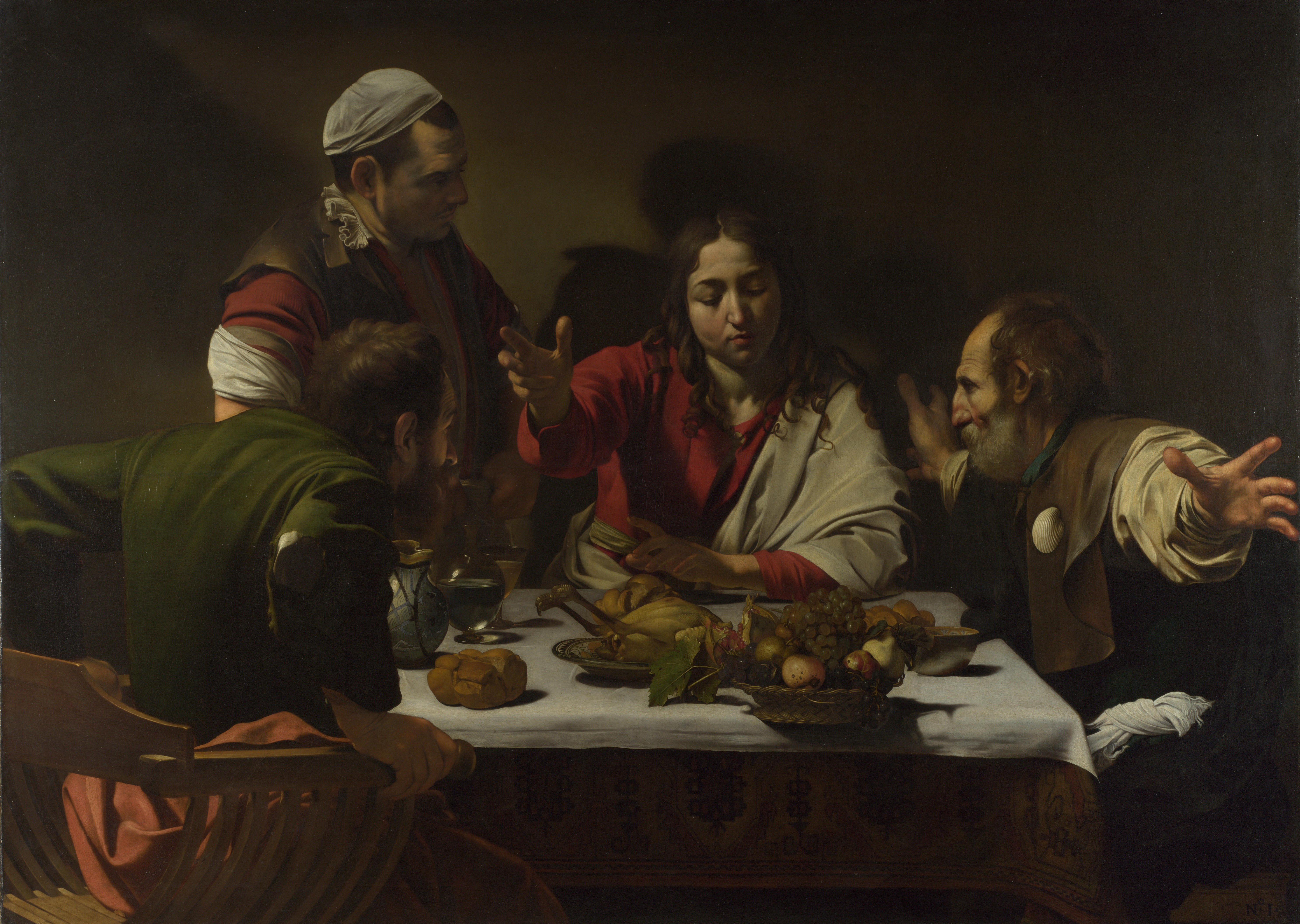
『エマオの晩餐』(1601年)、ナショナル・ギャラリー (ロンドン)

カラヴァッジョは、本作以外にも『果物籠を持つ少年』 (ボルゲーゼ美術館、ローマ) と『エマオの晩餐』 (ロンドン・ナショナル・ギャラリー) で果物籠を描いている。藁籠の形状は、『エマオの晩餐』中の籠と同じに見える。それはまた、『エマオの晩餐』の籠と同じく、画面下のテーブルの縁から鑑賞者の現実の空間に突出するように描かれており、後にカラヴァッジョが多用する「突出効果」がすでに見られる。さらに、この果物籠は鑑賞者の目の高さと同じ位置であるだけでなく、下から見上げるように描かれている。そのため、カラヴァッジョの最も小さな絵画であるにもかかわらず、本作をモニュメンタルに見せる効果を生んでいる。

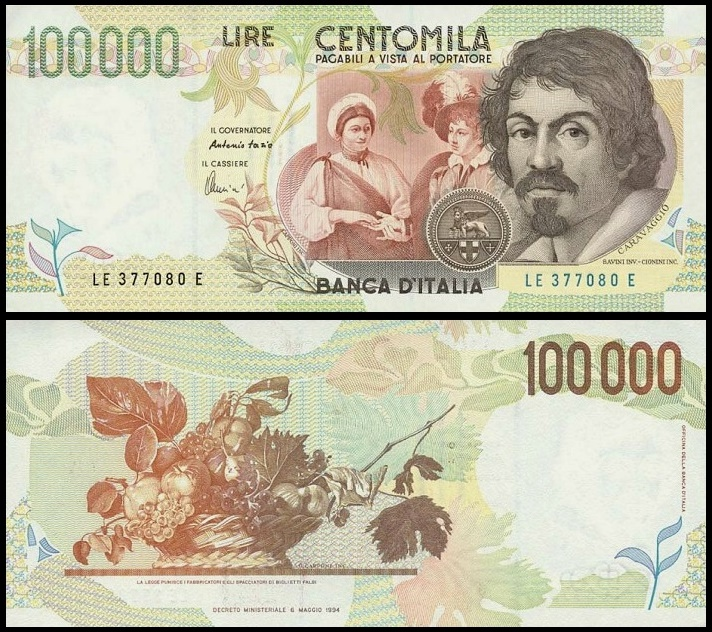
カラヴァッジョの『果物籠』が印刷されたイタリア・リラ紙幣の裏側。表側はカラヴァッジョの『女占い師』。1990年発行

カラヴァッジョは、花瓶の描写にも人物の描写と同じくらい労力をかけると主張していたと伝えられる。画面の虫食いのあるリンゴやブドウ、洋ナシなどは夏の終わりから秋の初めにかけての果物であるため、実際に置かれた果物籠を見ながら描かれたものであると指摘されている。果物籠の描写は徹底したリアリズムにより細部まで注意が払われ、あたかも目の前にあるかのような強烈な存在感を与える。しかし、本作はその細部描写にもかかわらず、実に意外なほど大胆な筆致で描かれている。一見矛盾するように見える写実描写とモニュメンタルな存在感が融和しており、いいかえれば、カラヴァッジョの故郷のロンバルディア地方とローマ、あるいは北方絵画とイタリア絵画の特質が混然と融和しているのである。
絵画を所有していたボッロメーオ枢機卿は、自身の著作の中で何度も本作について言及している。彼は、この絵画に匹敵するような作品を探そうとしても見つからず、「その比類なき美しさと素晴らしさで、唯一のものであった」と記している。作品は多くの解釈をされてきたが、その中には宗教的なものもあり、虫に食われた果物と徐々に枯れ、縮む葉のそばに置かれた新鮮な果物は、時の容赦ない経過を触覚的に表現しているという解釈がある。